# Muhammad Naguib
Ali Muhammad Naguib (20. februar 1901 - 28. august 1984) var den første præsident i Egypten.
Naguib udmærkede sig som officer i Den arabisk-israelske krig 1948 og fik derfor en central placering i det egyptiske styre. Fra denne plads var han sammen med Gamal Abdel Nasser leder af et vellykket kup i 1952.
I juni 1953 proklamerede han Egypten som republik med sig selv som præsident og Nasser som premierminister. Han kom dog hurtigt i konflikt med Nasser pga. sin konservative politik, og i 1954 fik Nasser ham afsat og sat under husarrest, hvor han sad, indtil Anwar Sadat fik ham løsladt i 1972.

## Links
- The forgotten President Arkiveret 30. oktober 2005 hos  Wayback Machine

- Wikimedia Commons har flere filer relateret til Muhammad Naguib

1. ↑  Navnet er anført på engelsk og stammer fra Wikidata hvor navnet endnu ikke findes på dansk.